# Saltykowka (Kaliningrad)
Saltykowka (russisch Салтыковка, deutsch Antmirehlen oder Werben, litauisch Antmirėliai, Verbai) ist ein verlassener Ort im Rajon Krasnosnamensk der russischen Oblast Kaliningrad.
Die Ortsstelle befindet sich vier Kilometer östlich von Wesnowo (Kussen) und sechs Kilometer südwestlich von Dobrowolsk (Pillkallen/Schloßberg) in der Nähe einer Nebenstraße, welche diese beiden Orte verbindet.

## Geschichte

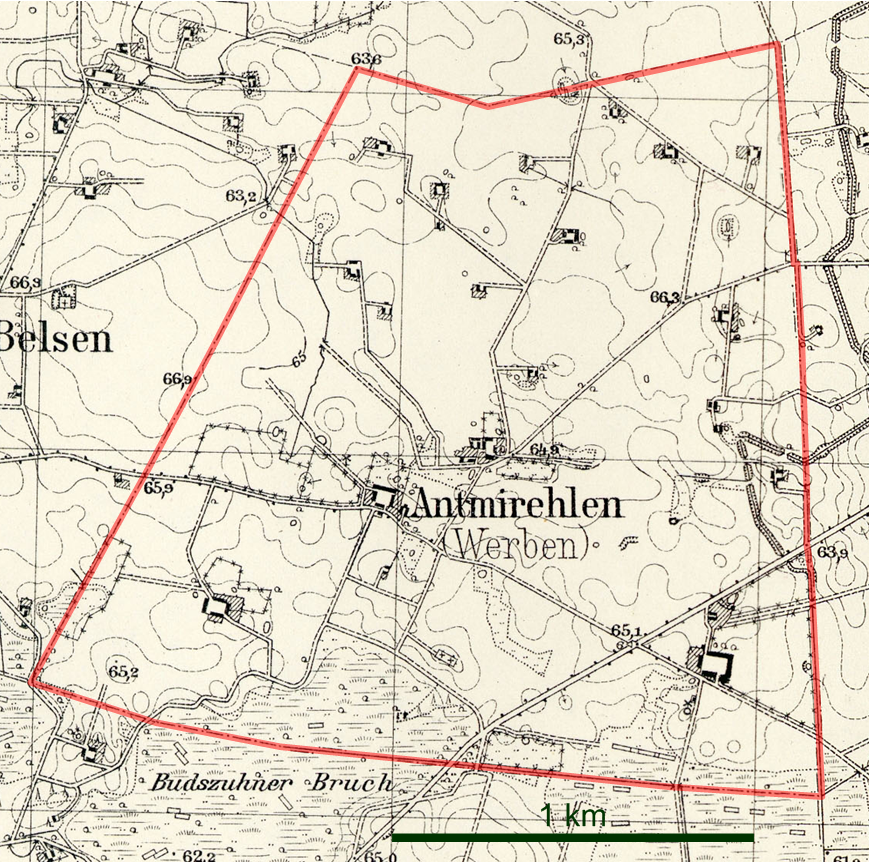
Die Landgemeinde Antmirehlen (Werben) auf einem Messtischblatt von 1933

Der Ort Antmirelei wurde 1564/1565 zuerst erwähnt. Aus dem 16. Jahrhundert sind auch noch die Bezeichnungen Werblaucken und Antmirelis bekannt. Um 1780 wurde Antmirehlen bzw. Werben als königliches Bauerndorf bezeichnet. 1874 wurde die Landgemeinde Antmirehlen in den neu gebildeten Amtsbezirk Henskischken im Kreis Pillkallen eingegliedert. 1935 wurde der Ortsname als Werben festgelegt.
1945 kam der Ort in Folge des Zweiten Weltkrieges mit dem nördlichen Ostpreußen zur Sowjetunion. Im Jahr 1947 erhielt er die russische Bezeichnung Saltykowka und wurde gleichzeitig dem Dorfsowjet Dobrowolski selski Sowet im Rajon Krasnosnamensk zugeordnet. Saltykowka wurde vor 1975 aus dem Ortsregister gestrichen.

### Einwohnerentwicklung
| Jahr | Einwohner |
| ---- | --------- |
| 1867 | 340       |
| 1871 | 302       |
| 1885 | 262       |
| 1905 | 189       |
| 1910 | 183       |
| 1933 | 144       |
| 1939 | 137       |

## Kirche
Antmirehlen/Werben gehörte zum evangelischen Kirchspiel Kussen.